# Aero A.304
L'Aero A.304 est un bombardier moyen triplace tchèque de la Seconde Guerre mondiale. Il résulte de l'adaptation à un programme militaire d'un bimoteur commercial.

## Développement

### Aero A.204
Ce bimoteur de transport commercial pour 2 pilotes et 8 passagers fut développé spécialement pour CSA par Antonin Husnik. Monoplan à aile basse cantilever et train escamotable, le prototype prit l’air en 1936, mais à la surprise du constructeur, la compagnie nationale lui préféra l’Airspeed AS.6 Envoy anglais. Ne trouvant pas de clients, Aero entreprit le développement d’une version militaire, l'Aero A.304.
Nota : Il ne faut pas confondre cet avion avec un autre bimoteur de capacité similaire produit par Aero durant l’occupation allemande, le Siebel Si 204, dont la désignation tchèque est Aero C-3.

### Aero A.304
Adaptation en bombardier léger triplace du bimoteur commercial A.204. dont le ministère de la Défense nationale(MNO) commanda 15 exemplaires en 1937 dans le cadre d’un programme d’avions de travail (similaire au concept BCR français). La Roumanie et la Grèce commandèrent également des Aero A.304 en 1938, appareils qui ne purent naturellement jamais être livrés.

### Aero A.404
En mars 1938, à la demande du MNO, Aero lança l’étude d’une nouvelle version qui aurait dû recevoir des moteurs Walter Sagitta I-SR de 500 ch. Ce programme fut abandonné au profit de l’achat d’une licence de production du Tupolev SB (Aero B-71).

## En service
Les Aero A.304 entrèrent en service en 1938, 19 exemplaires seulement étant livrés avant l’occupation de la Tchécoslovaquie par l’Allemagne. La Luftwaffe trouva l’appareil intéressant et affecta les appareils à la Flugzeugfliegerschule A/B 71, pour la formation des pilotes multimoteurs. En 1941 les derniers exemplaires furent finalement transférés à la Bulgarie, où ils servaient encore début 1943 comme avions de transport sous la désignation Pelikan.